# Dick Kinney
Richard Kinney, detto Dick (Utah, 20 ottobre 1917 – Glendale, 24 marzo 1985), è stato uno sceneggiatore e fumettista statunitense.

## Biografia

### Animazione
Nel campo dell'animazione, un ruolo importante lo rivestono i gagmen, ruolo nel quale fu maestro Carl Barks, ovvero figure preposte all'ideazione delle situazioni comiche da far vivere ai personaggi, generalmente molto abili nel produrle a getto praticamente continuo.
Uno di questi fu Kinney, che, come il fratello maggiore, Jack (1909-1992), era destinato a lavorare presso lo Studio Disney di Burbank in California.
Il giovane Dick vuole seguire le orme del fratello, animatore dal 1931, e sul finire degli anni trenta inizia a lavorare come intercalatore presso lo studio di Walter Lantz, che in quegli anni produce soprattutto cortometraggi con protagonista il coniglio Oswald.
Dick, comunque, si dimostra più abile nelle sceneggiature e intorno al 1945 si presenta agli studi di Burbank per lavorare a fianco del fratello regista. La loro prima collaborazione, con Jack direttore di sequenza e Dick sceneggiatore, è per Musica maestro (1946), ma subito dopo Dick inizia a ideare una serie di esilaranti gag per i cortometraggi di Pippo e si impegnerà su questo personaggio fino alla metà degli anni cinquanta. Nel frattempo, però, sceneggia anche corti per altri personaggi, come Paperino, alle prese con Cip e Ciop, diretti da Jack Hannah.
Lasciata, contemporaneamente al fratello, la Disney, nel 1957 Dick ritorna con Lantz, dove per un anno circa lavora sulla serie Cartune e su Picchiarello (Woody Woodpecker). Subito dopo lavora con Jack su 1001 Arabian Nights of Mr. Magoo, parodia de Le mille e una notte del 1959, prodotta dalla UPA, con protagonista il personaggio di Mr. Magoo.
Nei due anni successivi (1960-61), Dick è il principale scrittore dei corti di Popeye per il King Features Syndicate. Poi nuovamente per la UPA sceneggia i corti di Dick Tracy. Negli anni successivi, poi, lavora presso lo studio Terrytoons e quindi per Hanna-Barbera.

### Fumetti
Tra il 1963 e il 1977 Dick Kinney si dedica anche ai fumetti, diventando uno dei principali sceneggiatori dello Studio Disney per i prodotti d'oltreoceano, ovvero storie che erano destinate al mercato internazionale e non a quello americano.
Collabora con il disegnatore Al Hubbard creando una serie di personaggi di successo come Paperoga, lo strambò cugino di Paperino, che debutta nel 1964 insieme al gatto di quest'ultimo, Malachia. Nella terza storia della coppia, poi, fa il suo esordio Dinamite Bla, rozzo campagnolo, schivo e diffidente nei confronti dei cittadini e della tecnologia, che sarà molto utilizzato all'estero, soprattutto dagli artisti brasiliani. I due inventano anche Prospero Chiacchiera, papero occhialuto e ciarliero, sempre pronto a imbrogliare Paperone. Nel 1965, poi, ideano il personaggio dell'agente segreto 01 Paperbond (00Duck), parodia di James Bond, che con l'aiuto dell'assistente Mata Harrier, combatte il crimine e affronta missioni pericolose e letali, soprattutto a causa delle esilaranti gag disseminate per le storie. Nello stesso anno fa infine il suo esordio Bella Quack, vecchia conoscenza di Paperone.
Dopo che l’hanno già usato una volta i fratelli Barosso in Italia per la storia Zio Paperone e il kiwi volante (1963), Kinney è il primo americano che, nel 1964, recupera il personaggio di Rockerduck dopo che era stato ideato da Barks; il papero sarà poi molto utilizzato nelle storie italiane, e anche questa storia di Kinney (Il giro del mondo in 80 stati d’animo) nasce come collaborazione internazionale visto che le matite sono di Romano Scarpa.
Idea anche una lunga serie di storie ambientate nella redazione del Papersera, con i soli Paperino e Paperoga, e disegnate tra gli altri da Tony Strobl, Jim Fletcher, Jack Bradbury e dagli artisti argentini dello studio di Jaime Diaz.